# Битка на планини Хлобане
Битка на планини Хлобане (енгл. Battle of Hlobane), вођена 28. марта 1879, била је последња победа Зулуа у Англо-Зулу рату. Напад британске коњице на утврђене положаје Зулуа на планини Хлобане одбијен је са тешким губицима.

## Позадина

### Значај планине Хлобане
Након што су се утврдиле код Камбуле, снаге британске 4. колоне под командом пуковника Евелина Вуда вршиле су честе испаде, узнемиравајући околне Зулуе и пленећи њихову стоку.  Хлобане је огромна планина са равним врхом у северозападном Зулуленду. Њене стрме падине кулминирају појасом стрмих литица пуних пећина. Само неколико проходних стаза води до врха, где извори обезбеђују добру испашу за стоку. Њена недоступност учинила ју је идеалним уточиштем за народ Абакулуси, чије је главно насеље било само пет миља североисточно. Када је британска 4. колона разбила концентрације Зулуа 22. и 24. јануара 1879. на планини Зунгвини неколико миља западно, Зулуи су се повукли у Хлобане. Већ 10. фебруара, патрола коју је предводио потпуковник Редверс Булер извршила је препад на Хлобане и запленила много стоке.

Од почетка рата, планина Хлобане је била централна одбрамбена позиција за Зулуе у северозападном Зулуланду и база за поглавицу Мбилинија, најефикаснијег вођу локалних Зулу снага у том крају. Тако је Хлобане био важан војни циљ за пуковника Евелина Вуда који је командовао колоном бр. 4 у утврђеном логору у Камбули. Напад би створио диверзију у корист помоћне колоне за разбијање опсаде Есхоуа која је тада започела своје напредовање у југоисточном Зулуленду. Хлобане је такође био примамљив извор за плен у облику стоке, пошто су локални Зулу концентрисали своја стада тамо ради сигурности. Тако је Евелин Вуд 28. марта кренуо на Хлобане са целом својом коњицом, планирајући да коначно уништи ово упориште.

### Британски планови
За ову експедицију, Вуд је ангажовао само своје коњичке јединице, уз подршку афричких регрута. Требало је да нападну планину са две стране, у облику клешта. Потпуковник Редверс Булер са 675 људи ишао би стрмом стазом на источној страни планине и пленио стоку, док би се одред потпуковника Џона Расела од 640 људи попео на планину на њеној западној страни преко планине Нтендеке, коју је са Хлобаном спајао стеновити гребен зван Ђавољи пролаз. Вуд би слободно радио са својим сопственим коњичком пратњом. Оно што није знао било је да је главна Зулу војска под поглавицом Мњаманом кренула из Улундија 24. марта ка његовом упоришту у Камбули.

## Битка

### Британски напад
Булеров одред попео се на источне падине Хлобане рано ујутро 28. марта. Пробијајући се кроз јаку унакрсну ватру Зулу бранилаца, избили су на врх. Британска коњица напредовала је у борбеном реду што је брже могуће, а Зулуи су одржавали јаку ватру из пећина и иза огромних стена. Британци су избили на врх уз губитак једног официра — поручника Вилијамса — и тешке борбе су се наставиле неко време у настојању да се Зулуи истисну из њихових утврђених положаја у пећинама. Погинули су капетан Кемпбел и још један официр, а сам пуковник Вуд једва се извукао. Вудова мала група их је пратила, али је претрпела тешке губитке и повукла се на југ око планине према Нтендеки. На врху, Булерова војска је напредовала западно под ватром преко планине до Ђавољег пролаза, запленивши успут око 2.000 говеда. Када су Раселове снаге на Нтендеки, такође заузете прикупљањем стоке, виделе Зулу војску како напредује преко равнице са југоистока, Булер је био упозорен и покушао је да се спусти са својим пленом путем којим је дошао, али су му Зулу браниоци под Мбилинијевом командом, добивши појачања, пресекли пут.

### Британско повлачење
Булер је уместо тога одлучио да се повуче преко западне стране Хлобана, али Раселове снаге више нису биле ту да га подрже. Узнемирен приближавањем Зулу војске, Расел се повукао до подножја Нтендека, а Вуд му је наредио да се врати даље до планине Зунгвини, четири миље западно. Булерови људи сјурили су се низ стрмоглави Ђавољи пролаз, крећући се у колони по један, нападани од Зулуа и претрпели су много жртава. Окупили су се на Нтендеки, а затим су их гонили према Зунгвини. Када су Зулу добровољци одустали од потере, Расел се повукао у Камбулу са својим и Булеровим исцрпљеним људима. Већина афричких регрута били су одсечени у нападу, али су преживели успели да задрже 300 грла заробљене стоке.
Чета капетана Бартона послата је низ планину да пронађе тело поручника Вилијамса и вратила се, пошто им се придружио Пиет Ујс, вођа бурских добровољаца. На висоравни су се састали са четом пуковника Ведерлија и затекли непријатеља испред и са обе стране. После кратког повлачења били су опкољени, па су јуришали кроз непријатеља и преко гребена, који је био поседнут Зулуима. Али малобројни су се пробили, а од оних који су успели многи су били сустигнути и убијени у равници. Од чете капетана Бартона, само осам људи вратило се у логор те ноћи. Разбијена британска војска је пробијала пут до логора, а непријатељ је пратио неколико миља.
Главна Зулу армија није прекинула свој марш на Камбулу, али је одвојила елементе са свог десног рога до пресрећу британске бегунце у равници јужно од Хлобана и Нтендека, уништивши успут групу коњаника добровољаца који су се повлачили тим путем.

## Последице
Већина преживелих је стигла у логор код Камбуле јашући по двојица на једном коњу. Губитак је био 12 погинулих официра и 84 подофицира и војника, а такође и штабни официр пуковника Вуда, капетан Кампбел, капетан Бартон и г. Лојд, политички саветник. Под пуковником Вудом је погођен коњ. Пиет Ујс, вођа бурских добровољаца, такође је био међу погинулима. Погинуло је и преко 100 афричких регрута.
У бици је учествовало до 2.000 Зулуа, а њихови губици су непознати. Била је срећа по Вудову репутацију да је његова одлучујућа победа код Камбуле следећег дана отупила критике његовог лоше организованог напада на Хлобане.